# Bastö (Finström, Åland)
Bastö är en halvö i Finströms kommun på Åland (Finland). Den ligger i den nordvästra delen av kommunen nära gränsen till Geta kommun. Bastö sitter via Vandö och Björkö ihop med fasta Åland.
Ungefär en tredjedel av Bastös yta består av jordbruksmark, huvudsakligen koncentrerad till de centrala delarna. De södra delarna med Hemskatan och Värskär är skogiga och obebyggda. Den norra delen är också skogig, men här finns flera fritidshus. Högsta punkten ligger 23 meter över havet. Norr om Bastö ligger Pantsarnäs i Geta kommun. Sundet mellan Bastö och Pantsarnäs heter Labbsund.